# Eva Zeglovits
Eva Zeglovits (* 4. Juli 1976 in Linz als Eva Thalhammer) ist eine österreichische Politikwissenschafterin und Meinungsforscherin.

## Leben und Wirken
Zeglovits studierte von 1994 bis 1999 Statistik an der Universität Wien mit einem Auslandsaufenthalt an der Universität Padua. Mit der Diplomarbeit Determinanten und Entwicklung von Kinderlosigkeit. Eine Analyse für Österreich auf Basis des Family and Fertility Survey erlangte sie bei Wolfgang Lutz den akademischen Grad Magistra der Sozial- und Wirtschaftswissenschaften. Von 2009 bis 2011 folgte das Doktoratsstudium (Dr. phil.) in Politikwissenschaften an der Universität Wien mit der Dissertation NichtwählerInnen in Österreich. Ihr Doktorvater war Karl Ucakar.
Von 1998 bis 2000 war sie Mitarbeiterin am Europäischen Zentrum für Wohlfahrtspolitik und Sozialforschung in Wien. Von 1999 bis 2010 war sie Mitarbeiterin bei SORA Institute for Social Research and Consulting, u. a. als Leiterin des Bereiches Wahlen und Politik. 2010 wechselte sie an die Universität Wien und arbeitete dort bis 2014 als Universitätsassistentin sowie als Projektmitarbeiterin bei der Österreichischen Nationalen Wahlstudie (AUTNES). Seit 2014 ist sie Mitglied der Geschäftsleitung des Instituts für empirische Sozialforschung (IFES) und seit September 2019 auch Miteigentümerin des Instituts.
Ab 2000 umfangreiche Lehrtätigkeit in den Bereichen Statistik, Mathematik, Forschungsdesign und empirische Methoden an der Universität Wien, Wirtschaftsuniversität Wien, Fachhochschule des BFI Wien und der Donau-Universität Krems.
Ihre Forschungsschwerpunkte sind Wahlbeteiligung und -entscheidung, politische Sozialisation Heranwachsender mit den Methodenschwerpunkten Surveydesign, Instrumentenentwicklung, lineare und nichtlineare Regressionsmodelle, Faktorenanalysen und Strukturgleichungsmodelle.
Sie kommentiert regelmäßig Politik und Wahlgeschehen in den österreichischen Medien. Zum Gedenkjahr 2018 des „Anschlusses“ Österreichs erstellte sie gemeinsam mit dem Markt- und Meinungsforschungsinstitut Demox Research und im Auftrag des Präsidenten des Nationalrates, Wolfgang Sobotka, die Antisemitismus-Studie 2018. Die Studie wurde 2020 und 2022 wiederholt.
Zeglovits ist verheiratet und hat zwei Kinder.

## Anerkennungen
- 2020 Gerhart-Bruckmann-Preis

## Publikationen (Auswahl)
- Mit Christoph Hofinger und Günther Ogris: Wie man eine Wahl verliert. In: Thomas Hofer, Barbara Tóth (Hrsg.): Wahl 2008. Strategien, Sieger, Sensationen. Molden, Wien/Graz/Klagenfurt 2008, ISBN 978-3-85485-235-3, S. 160 ff.
- NichtwählerInnen in Österreich. Wien 2011 (Dissertation Universität Wien).
- Sylvia Kritzinger, Eva Zeglovits. Michael Lewis-Beck, Richard Nadeau: The Austrian Voter. Vienna University Press, 2013.
- Eva Zeglovits, Sylvia Kritzinger: New Attempts to Reduce Overreporting of Voter Turnout and Their Effects. In: International Journal of Public Opinion Research. Nr. 26(2), 2014, S. 224–234.
- Eva Zeglovits, Julian Aichholzer: Are people more inclined to vote at 16 than at 18? Evidence for the first-time voting boost among 16- to 25-year-olds in Austria. Journal of Elections, Public Opinion and Parties, Nr. 24(2), 2014, S. 351–361.
- Eva Zeglovits (Hrsg.): Junge Frauen in Wien – Sekundärdatenanalyse. IFES, Institut für empirische Sozialforschung, Wien 2015 (arbeiterkammer.at [PDF; 392 kB; abgerufen am 27. August 2019]).
- Julian Aichholzer, Eva Zeglovits: Balancierte Kurzskala autoritärer Einstellungen (B-RWA-6). In: Daniel Danner, Angelika Glöckner-Rist (Hrsg.): Zusammenstellung sozialwissenschaftlicher Items und Skalen. 2015 (www.gesis.org/zis).
- Mit Paul Unterhuber und Franz Sommer: Antisemitismus-Studie 2018. In: antisemitismus2018.at. März 2019, abgerufen am 27. August 2019.
- Eva Zeglovits, Nikolaus Eder: Politische Beteiligung in Zeiten der Polarisierung. In: Andreas Kohl (Hrsg.): Österreichisches Jahrbuch für Politik 2018. Böhlau, Wien 2019, S. 139–154.